# Califostoma
Califostoma is een geslacht van uitgestorven weekdieren uit de klasse van de Gastropoda (slakken).

## Soorten
- † Califostoma rotundivaricosum Bean & Vermeij, 2016
- † Califostoma turris (Nomland, 1916)
  - =  † Purpura turris Nomland, 1916